# 丹麥行政區劃

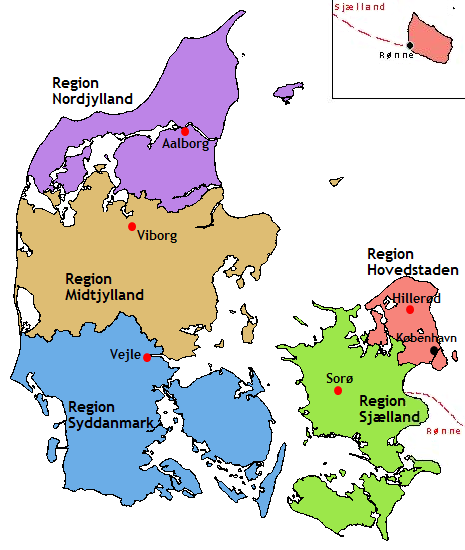
丹麥行政區劃

丹麦國土劃分為五个行政大区（丹麥語：regioner），下轄98个市镇。現行的行政區域制度源自於2007丹麥市政改革計畫，取消原先的13个郡（amter），同时人口數較少的市镇（kommuner）進行整併，使市镇的数量从270個縮減为98个。市政改革後，區域行政單位必須負責各自區域的國家健康保險系統，其资金主要来源為全國性的8%健保稅（sundhedsbidrag）的税收與来自政府及市镇的基金。
每个大区設有一個首府，市政府由41位成員组成，每四年选举一次。第一次选举納入2005年丹麦市政选举中進行。
大多数新整併的市镇人口數至少有20,000人，但仍有個別例外。
格陵兰和法罗群岛是丹麦王国的自治領地，其分別在丹麦议会中佔有两个席位。

## 大区列表
| 大区                               | 首府               | 最大城市              | 人口      | 面积       |
| ---------------------------------- | ------------------ | --------------------- | --------- | ---------- |
| 首都大区（Region Hovedstaden）     | 希勒勒（Hillerød） | 哥本哈根（København） | 1,636,749 | 2,561 km²  |
| 中日德兰大区（Region Midtjylland） | 维堡（Viborg）     | 奥胡斯（Århus）       | 1,227,428 | 13,142 km² |
| 北日德兰大区（Region Nordjylland） | 奥尔堡（Aalborg）  | 奥尔堡（Aalborg）     | 576,972   | 7,927 km²  |
| 西兰大区（Region Sjælland）        | 索勒（Sorø）       | 羅斯基勒（Roskilde）  | 816,118   | 7,273 km²  |
| 南丹麦大区（Region Syddanmark）    | 瓦埃勒（Vejle）    | 欧登塞（Odense）      | 1,189,817 | 12,191 km² |